# Ущинс, Ренарс
Ренарс Ущинс (нем. Renārs Uščins; род. 29 апреля 2002, Цесис) — немецкий гандболист латышского происхождения, выступает за гандбольный клуб «Ганновер-Бургдорф» и сборную Германии по гандболу. Серебряный призёр летних Олимпийских игр 2024 года.

## Карьера

### Клубная
Ущинс начал играть в гандбол в «SG Kühnau» в Дессау, где ранее его отец — Арманс Ущинс, игрок сборной Латвии, играл за команду Бундеслиги «Дессау-Рослауэр». В 13 лет Ренарс присоединился к «Магдебург» где стал играть за вторую команду.
В феврале 2021 года перешёл в «Бергишер» на правах аренды. В сезоне 2021/2022 годов Ренарс был игроком основного состава «Магдебурга», с которым выиграл чемпионат Германии.
В сезоне 2022/2023 годов стал игроком «Ганновер-Бургдорфа».

### Международная карьера в сборной
Ущинс входил в состав сборной Германии до 19 лет, которая выиграла чемпионат Европы по гандболу среди юношей в 2021 году. Был включён в символическую сборную турнира.
Был капитаном сборной Германии до 21 года на чемпионате мира по гандболу среди юниоров 2023 года, в котором Германия стала победителем.
В январе 2024 года сыграл за сборную Германии по гандболу на чемпионате Европы. Был признан лучшим игроком матча в полуфинале, где Германия проиграла Дании со счётом 29:26.
В августе 2024 года принимал участие в летних Олимпийских играх. Сборная Германии уступила в финале сборной Дании 26:39 и игроки сборной стали серебряными призёрами Олимпиады. 